# Rochdale One (schip, 1977)
De Rochdale One was een schip afgemeerd in de Houthaven in het stadsdeel West in Amsterdam. Het is een cruiseschip dat in 2004 werd omgebouwd tot studentenhuisvesting. Het had 190 gemeubileerde hutten. Het schip was in beheer bij Woningstichting Rochdale en studentenhuisvestigingsorganisatie DUWO.

## Kenmerken
Het schip lag afgemeerd in 't IJ aan de Stavangerweg. Sinds de verbouwing geschikt voor 190 studenten of bezoekende onderzoekers die voor een korte periode in Amsterdam of omgeving verbleven, tegenover het voormalige asielzoekerscentrum (azc) Aan 't IJ. De kamers hebben een gemiddeld oppervlakte van 13 vierkante meter. 40 kamers beschikken over een eigen douche en doucheruimte.
Het schip had 7 dekken: A t/m G. Dek G is het onderste dek, A het bovenste. Op dekken A t/m E bevonden zich hutten, kamers genoemd in de tijd dat het min of meer een studentenpand was. Hoe hoger men op het schip kwam, hoe beter, mooier en groter de kamers waren. De onderste twee dekken (F & G) waren alleen voor bevoegden toegankelijk. Op dek C bevonden zich 17 gezamenlijke keukens. Op dek D was er een bar en catering aan boord.

## Geschiedenis
De Rochdale One werd in 2004 aangekocht door Rochdale, de Algemene Woningbouw Vereniging (AWV) en DUWO, die het eigendom onderbrachten in A.M. Kyprosun Holdings Ltd, gevestigd in Limassol op het eiland Cyprus. Het schip was in 1977 in opdracht van een Russische rederij in Frankrijk gebouwd onder de naam Ayvazovsky. Tussen 1982 en 1986 voer het schip tussen de havens in de Zwarte Zee en Middellandse Zee. Later voer het schip ook naar de westkust van Afrika en oostkust van Zuid-Amerika, Indische Oceaan en Scandinavië. In 1997 werd de naam veranderd in Karina en in mei 2000 in Primexpress Island en werd het een varend gokpaleis. Na de aankoop door Rochdale, AWV en DUWO werd het schip in de Griekse havenplaats Piraeus verbouwd, waarna het op 8 juli 2004 in Amsterdam aankwam. Sinds najaar 2004 deed het schip dienst als 'studentenboot'. In 2009 werd het schip opgelegd, sedert augustus 2011 in 's Gravendeel. In februari 2012 werd het verkocht en 20 februari 2012 versleept naar Tripoli, Libië. Het arriveerde 22 juli 2013 in Aliaga, Turkije, voor de sloop.